# Chochlovo
Chochlovo (in russo Хохлово?) è un insediamento di tipo urbano, nel Kadujskij rajon dell'Oblast' di Vologda, nella Russia europea.